# (4829) Sergesto
(4829) Sergesto es un asteroide perteneciente a los asteroides troyanos de Júpiter descubierto el 10 de septiembre de 1988 por Carolyn Jean S. Shoemaker desde el observatorio del Monte Palomar, Estados Unidos.

## Designación y nombre
Sergesto fue designado al principio como 1988 RM1.
Más tarde, en 1991, se nombró por Sergesto, un personaje de la mitología grecolatina.

## Características orbitales
Sergesto está situado a una distancia media del Sol de 5,139 ua, pudiendo alejarse hasta 5,403 ua y acercarse hasta 4,876 ua. Su excentricidad es 0,05131 y la inclinación orbital 8,603 grados. Emplea en completar una órbita alrededor del Sol 4256 días.

## Características físicas
La magnitud absoluta de Sergesto es 11,2.